# Esqui aquático nos Jogos Pan-Americanos de 2023 - Rampa masculino
O evento da rampa masculino do esqui aquático nos Jogos Pan-Americanos de 2023 foi disputado em 22 e 23 de outubro de 2023 na Lagoa Los Morros, em San Bernardo. Um total de 10 esquiadores aquáticos de sete Comitês Olímpicos Nacionais (CON) participaram da competição.

## Calendário
Horário local (UTC−3).
| Data          | Hora  | Fase       |
| ------------- | ----- | ---------- |
| 22 de outubro | 13:50 | Preliminar |
| 23 de outubro | 13:05 | Final      |

## Medalhistas
| Ouro   | CHI Emile Ritter     |
| Prata  | CAN Dorien Llewellyn |
| Bronze | ARG Tobías Georgis   |

## Resultados

### Preliminar
Cada esquiador aquático realiza três manobras, com a melhor delas sendo considerada para o resultado final. Os oito melhores se classificam para a final.
| Pos. | Esquiador        | CON                      | Manobra 1 | Manobra 2 | Manobra 3 | Result. | Notas |
| ---- | ---------------- | ------------------------ | --------- | --------- | --------- | ------- | ----- |
| 1    | Tobías Georgis   | ARG Argentina            | 61.3      | 63.7      | 60.7      | 63.7    | Q     |
| 2    | Dorien Llewellyn | CAN Canadá               | 61.1      | 63.3      | 63.5      | 63.5    | Q     |
| 3    | Emile Ritter     | CHI Chile                | 59.7      | 62.8      | 62.0      | 62.8    | Q     |
| 4    | Martín Labra     | CHI Chile                | 56.5      | 47.9      | 59.3      | 59.3    | Q     |
| 5    | Patricio Zohar   | ARG Argentina            | 53.7      | 56.9      | 56.5      | 56.9    | Q     |
| 6    | Andrea Pigozzi   | DOM República Dominicana | 42.0      | 43.3      | 38.8      | 43.3    | Q     |
| 7    | Paolo Pigozzi    | DOM República Dominicana | 40.3      | 41.5      | 39.2      | 41.5    | Q     |
| 8    | Álvaro Lamadrid  | MEX México               | 35.2      |           |           | 35.2    | Q     |
| 9    | Pablo Alvira     | COL Colômbia             | 9.7       | 10.8      |           | 10.8    |       |
| 10   | Nate Smith       | USA Estados Unidos       | 1.0       |           |           | 1.0     |       |

### Final
Na final os competidores realizaram mais três manobras, com a melhor delas de cada um definindo os medalhistas.
| Pos.              | Esquiador        | CON                      | Manobra 1 | Manobra 2 | Manobra 3 | Result. |
| ----------------- | ---------------- | ------------------------ | --------- | --------- | --------- | ------- |
| Medalha de ouro   | Emile Ritter     | CHI Chile                | 59.0      | 64.7      | 53.0      | 64.7    |
| Medalha de prata  | Dorien Llewellyn | CAN Canadá               | 63.0      | 64.5      | 60.2      | 64.5    |
| Medalha de bronze | Tobías Georgis   | ARG Argentina            | 63.3      | 63.1      | 63.0      | 63.3    |
| 4                 | Martín Labra     | CHI Chile                | 51.3      | 60.7      | 61.3      | 61.3    |
| 5                 | Patricio Zohar   | ARG Argentina            | 55.5      | 56.8      | 55.0      | 56.8    |
| 6                 | Andrea Pigozzi   | DOM República Dominicana | 43.0      | 34.9      | 44.2      | 44.2    |
| 7                 | Paolo Pigozzi    | DOM República Dominicana | 43.8      | 41.6      | 43.1      | 43.8    |
|                   | Álvaro Lamadrid  | MEX México               | DNS       | DNS       | DNS       | DNS     |